# Малахово (Алейский район)
Малахово — село в Алейском районе Алтайского края. Входит в состав Алейского сельсовета.

## География
Посёлок находится в центральной части края, у реки Алей.
Климат резко континентальный. Средняя температура января −17,6 °C, июля — +20 °C. Годовое количество осадков — 440 мм.

## История
В 1928 году деревня Малахова состояла из 107 хозяйств. Центр Малаховского сельсовета Алейского района Барнаульского округа Сибирского края.

## Население
| 1926 | 1997 | 1998 | 1999 | 2000 | 2001 | 2002 | 2003 | 2004 |
| ---- | ---- | ---- | ---- | ---- | ---- | ---- | ---- | ---- |
| 538  | ↘297 | →297 | ↘288 | ↘282 | ↗284 | ↘276 | ↗300 | ↘298 |
| 2005 | 2006 | 2007 | 2008 | 2009 | 2010 | 2011 | 2012 | 2013 |
| ↗315 | ↗323 | ↗333 | ↘329 | ↘312 | ↘278 | ↘274 | ↘229 | ↘215 |

Национальный состав
В 1928 году основное население — русские.
Согласно результатам переписи 2002 года, в национальной структуре населения русские составляли 86 % от 301 жителя.

## Инфраструктура
Малаховская основная общеобразовательная школа.
Экономика
Основное направление — сельское хозяйство.

## Транспорт
Посёлок доступен по дороге общего пользования межмуниципального значения «Алейск — Бориха» (идентификационный номер 01 ОП МЗ 01Н-0102).